# Amfistylia
Amfistylia – najbardziej pierwotny ewolucyjnie typ połączenia łuku żuchwowego z mózgoczaszką, polegający na bezpośrednim umocowaniu chrząstki podniebienno-kwadratowej (łac. palatoquadratum) do mózgoczaszki za pomocą dwóch przyrastających do niej wyrostków. Przedni (oczodołowy) wyrostek węchowy łączy się z węchową okolicą mózgoczaszki, a tylny (skroniowy) wyrostek uszny z jej zaoczodołową okolicą. Obydwa wyrostki wchodzą w zagłębienia mózgoczaszki i umocowane są do niej więzadłami ścięgnistymi. Łuk gnykowy nie łączy się bezpośrednio z łukiem żuchwowym i dlatego nie stanowi dla niego podpory. 
Prawdopodobnie czaszka amfistyliczna była powszechna u wczesnych spodoustych. Współcześnie występuje tylko u niektórych sześcioszparokształtnych. 
Niektórzy badacze wskazują na istnienie dwóch typów amfistylii: właściwa amfistylia typowa tylko dla niektórych linii bazalnych Neoselachii oraz tzw. archeostylia, charakteryzująca najpierwotniejsze chrzęstnoszkieletowe.